# Утка-коммандос
«Утка-коммандос» (англ. Commando Duck) — мультфильм Уолта Диснея с Дональдом Даком в главной роли, был выпущен 2 июня 1944 года.

## Сюжет
Дональд Дак спускается с парашютом в джунгли отдаленного тихоокеанского острова, чтобы незамеченным стереть с лица земли японский аэродром.

## Роли озвучивали
- Кларенс Нэш — Дональд Дак

## Выпуск
Этот короткометражный фильм был также выпущен 18 мая 2004 года в составе сборника «Сокровища Уолта Диснея: Уолт Дисней на передовой» и 6 декабря 2005 года в составе сборника «Сокровища Уолта Диснея: Хронологический обзор Дональда, Том 2: 1942—1946».

## Анализ
Мультфильм выражает откровенные антияпонские настроения. Однако основное внимание уделяется Дональду и его усилиям, а не расовым аспектам. Это позволило транслировать короткометражку для современной аудитории с удалением некоторых сцен.
В мультфильме присутствуют карикатуры и изображения Императорской армии Японии. Также есть отсылка к Хирохито. Японские солдаты говорят на стереотипном диалекте и выступают за то, чтобы первыми выстрелить в спину.
Это единственный фильм, в котором обычный персонаж Диснея сражается с врагом на войне.